# Многомасштабный метод конечных элементов
Многомасштабный метод конечных элементов (англ. multiscale finite element method) — разновидность метода конечных элементов, отличающаяся от классического специальной процедурой построения базисных функций.

## Область применения
Многосштабный метод применяется при решении задач, где сама область является многомасштабной, то есть может быть представлена как некая большая область имеющая одни физические характеристики(скелет) со множеством маленьких (относительно) включений, имеющих других характеристики. Почти любая естественная природная структура является многомасштабной, например: участок земли имеет множество различных мелких расшевелен внутри, которые и будут включениями.

## Суть метода
Суть метода в том, что выбирается специальный базис, который учитывает наличие включений. Выбирается базис по принципу функции Грина, то есть решатся уравнение с тем же оператором, но со специальной правой частью и специальными краевыми условиями. Вариационная постановка может быть выполнена как на основе метода Бубнова-Галёркина, так и на основе метода Петрова-Галёркина.

Например, пусть дано стационарное уравнение теплопроводности с некоторыми краевыми условиями:
{\displaystyle -\nabla \cdot (\lambda \nabla u)=f(\mathbf {r} ),~in~\Omega }

{\displaystyle u=g,~on~\partial \Omega }

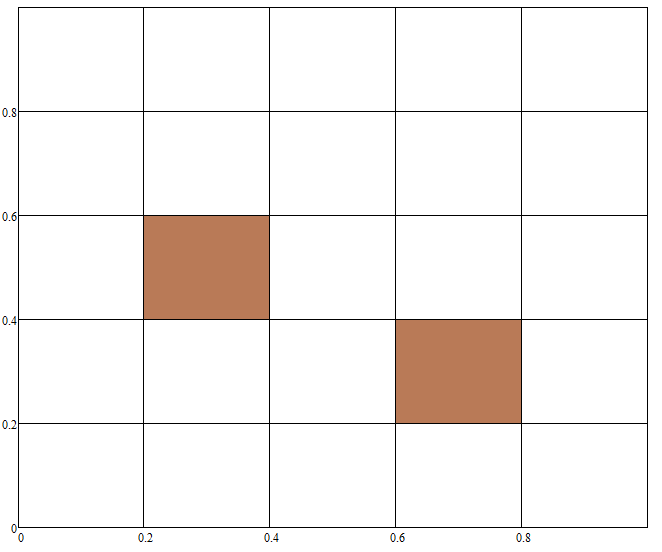
Пример элемента с включениями. Белым цветом обозначен скелет, бронзовым — включения, чёрными линиями — сетка на макроэлементе(микроэлементы).

И на расчётной области построена сетка, обозначим за {\displaystyle K} произвольный элемент сетки и введём локальный базис на этом элементе обозначим его {\displaystyle {\Bigl .}\{\phi _{i}^{0}\}{\Bigr |}_{i=1}^{n}}. Тогда локальные многомасштабные базисные функции можно вычислять как:
{\displaystyle -\nabla \cdot (\lambda \nabla \phi _{i})=0,~in~K}

{\displaystyle \phi _{i}=\phi _{i}^{0},~on~\partial K}

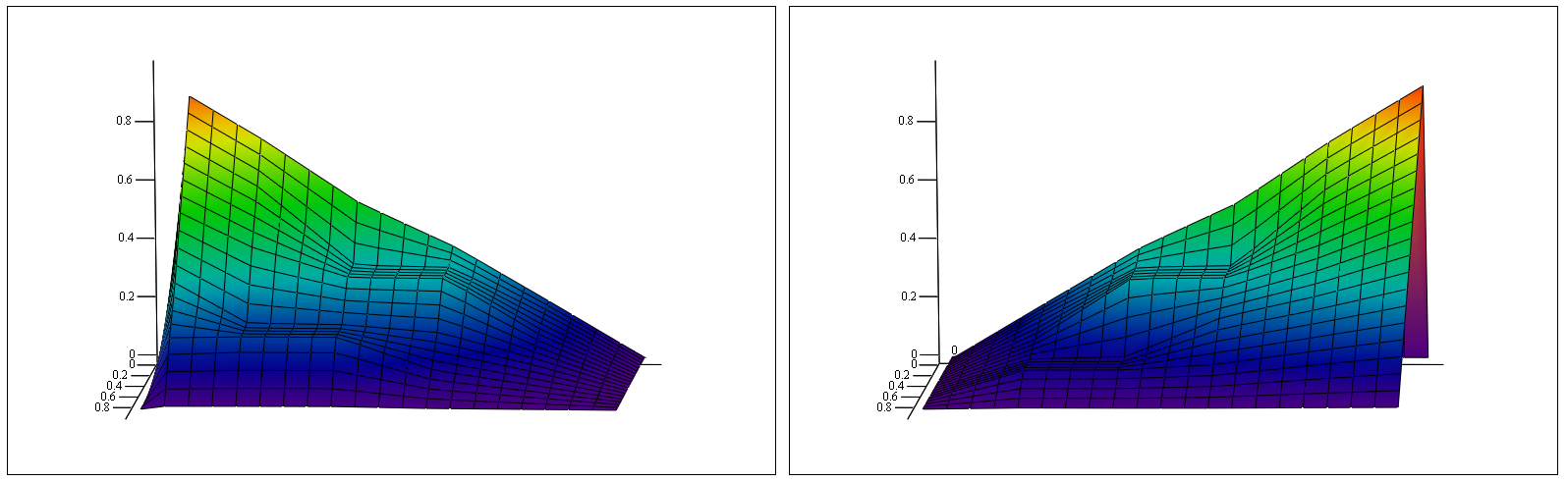
Две многомасштабные локальные базисные функции, для показанного выше элемента(ось абсцисс направлена на наблюдателя). За основу брался прямоугольный элемент с билинейным базисом. Отношения коэффициента диффузии в скелете к коэффициенту во включениях равно 0.01.

Для решения этого уравнения так же можно использовать МКЭ (возможно многомасштабный), в связи с этим элемент {\displaystyle K} называется макроэлементом, а элементы сетки на которой ищутся базисные функции — микроэлементами. Указанные краевые условия для многомасштабного базиса называются краевыми условиями первого порядка. Для них существует ограничение: включение не должно пересекать границу элемента.

Как уже говорилось, можно использовать постановки Бубнова-Галёркина и Петрова-Галёркина, отличие в том, что за проекторную систему функций во втором методе берётся не многомасштабный, а исходный базис. Для метода Петрова-Галёркина элементы матрицы жесткости можно вычислять по следующей формуле (для метода Бубнова-Галёркина надо просто заменить {\displaystyle \phi _{i}^{0}} на {\displaystyle \phi _{i}}): 

{\displaystyle G_{ij}={\overline {\lambda }}\int _{K}{\nabla \phi _{i}\cdot \nabla \phi _{i}^{0}dx}}

Здесь {\displaystyle {\overline {\lambda }}} — среднее значение коэффициента диффузии на макроэлементе, усреднение проводится(если проводится) в соответствии с особенностями решаемой задачей. Сам интеграл можно вычислить численно, в том числе, с помощью разложения функций по микроэлементам. 

## Гетерогенный многомасштабный метод
Модификация многомасштабного метода, применяется когда интегралы для локальных матриц вычисляются численно, по квадратурным формулам. Идея метода заключается в том, чтобы искать полностью многомасштабную базисную функцию не на всём элементе, а только в окрестности точек интегрирования. Это позволяет ускорить вычисление матриц.